# 台北市立南湖高級中学
台北市立南湖高級中学（たいぺいしりつなんここうきゅうちゅうがく、Nan Hu High School）は、台湾台北市にある全日制高級中学。
校名は南港と内湖の地名を組み合わせたものであり、地上10階、地下2階の校舎は台湾の高校の中では最も高い校舎となっている。

## 沿革
- 1994年 - 学校開設の認可。
- 2002年6月 - 台北市立南湖高級中学として開校。

## 組織
- 普通科
- 体育班

## 歴代校長
- 第一任：戴國禎
- 第二任：謝應裕
- 第三任：孫蘭宜
- 第四任：董家莒
- 第五任：吉佛慈